# Новопокровська сільська рада (Новотроїцький район)
Новопокро́вська сільська́ ра́да — адміністративно-територіальна одиниця та орган місцевого самоврядування в Новотроїцькому районі Херсонської області. Адміністративний центр — село Новопокровка.

## Загальні відомості
Новопокровська сільська рада утворена в 1943 році.
- Територія ради: 103,163 км²
- Населення ради: 1 601 особа (станом на 2001 рік)

## Населені пункти
Сільській раді підпорядковані населені пункти:
- с. Новопокровка
- с. Ясна Поляна

## Склад ради
Рада складається з 16 депутатів та голови.
- Голова ради: Симоненко Микола Володимирович
- Секретар ради: Кузнєцова Тетяна Анатоліївна

### Керівний склад попередніх скликань
| Прізвище, ім'я, по батькові    | Основні відомості                                                                       | Дата обрання | Дата звільнення |
| ------------------------------ | --------------------------------------------------------------------------------------- | ------------ | --------------- |
| Кучер Віра Анатоліївна         | Сільський голова, 1959 року народження, член Народної партії                            | 26.03.2006   | 31.10.2010      |
| Симоненко Микола Володимирович | Сільський голова, 1953 року народження, освіта середня спеціальна, член Партії регіонів | 31.10.2010   |                 |

Примітка: таблиця складена за даними сайту Верховної Ради України

### Депутати
За результатами місцевих виборів 2010 року депутатами ради стали:

#### За суб'єктами висування
| Суб'єкт висування                                       | Кількість обраних депутатів | %    |
| ------------------------------------------------------- | --------------------------- | ---- |
| Партія регіонів                                         | 11                          | 68,8 |
| Комуністична партія України                             | 2                           | 12,5 |
| Самовисування                                           | 2                           | 12,5 |
| Політична партія Всеукраїнське об'єднання «Батьківщина» | 1                           | 6,3  |

#### За округами
| № округу                                                | Прізвище, ім'я, по батькові       | Дата визнання обраним | Освіта  | Партійна приналежність                        | Відомості про обраного депутата                                     |
| ------------------------------------------------------- | --------------------------------- | --------------------- | ------- | --------------------------------------------- | ------------------------------------------------------------------- |
| Комуністична партія України                             |                                   |                       |         |                                               |                                                                     |
| 5                                                       | Сергієнко Сергій Петрович         | 02.11.2010            | середня | член Комуністичної партії України             | тимчасово не працює                                                 |
| 8                                                       | Агарков Віталій Миколайович       | 02.11.2010            | середня | член Комуністичної партії України             | тимчасово не працює                                                 |
| Партія регіонів                                         |                                   |                       |         |                                               |                                                                     |
| 1                                                       | Рижих Олена Леонідівна            | 02.11.2010            | вища    | член Партії регіонів                          | ТОВ «Дніпро-Білогір'я», бухгалтер                                   |
| 3                                                       | Воробйова Світлана Семенівна      | 02.11.2010            | середня | член Партії регіонів                          | Новопокровська загальноосвітня школа I-III ст., вчитель             |
| 4                                                       | Зейтуллаєва Ільміра Мустафівна    | 02.11.2010            | вища    | член Партії регіонів                          | Новопокровська загальноосвітня школа I-III ст., вчитель             |
| 6                                                       | Проказіна Тетяна Іванівна         | 02.11.2010            | середня | член Партії регіонів                          | тимчасово не працює                                                 |
| 7                                                       | Коваленко Ольга Володимирівна     | 02.11.2010            | вища    | член Партії регіонів                          | Новопокровська загальноосвітня школа I-III ст., заступник директора |
| 9                                                       | Гарькавий Юрій Іванович           | 02.11.2010            | вища    | член Партії регіонів                          | Новотроїцька вечірня школа, вчитель                                 |
| 10                                                      | Костеннік Олександр Володимирович | 02.11.2010            | середня | позапартійний                                 | ВАТ «Укртелеком», електромеханік                                    |
| 12                                                      | Ігнатова Оксана Анатоліївна       | 02.11.2010            | середня | член Партії регіонів                          | приватний підприємець                                               |
| 13                                                      | Кузнєцова Любов Леонідівна        | 02.11.2010            | середня | член Партії регіонів                          | Новотроїцький дитячий садок «Дзвіночок», вихователь                 |
| 15                                                      | Кайшева Тетяна Сергіївна          | 02.11.2010            | середня | член Партії регіонів                          | пенсіонер                                                           |
| 16                                                      | Зяблов Максим Вікторович          | 02.11.2010            | середня | член Партії регіонів                          | тимчасово не працює                                                 |
| Політична партія Всеукраїнське об'єднання «Батьківщина» |                                   |                       |         |                                               |                                                                     |
| 2                                                       | Чиненко Тетяна Іванівна           | 02.11.2010            | середня | член Всеукраїнського об'єднання «Батьківщина» | тимчасово не працює                                                 |
| Самовисування                                           |                                   |                       |         |                                               |                                                                     |
| 11                                                      | Гуща Валентина Романівна          | 02.11.2010            | середня | позапартійна                                  | Новопокровська сільська рада, секретар                              |
| 14                                                      | Кузнєцова Тетяна Анатоліївна      | 02.11.2010            | вища    | позапартійна                                  | Новопокровська загальноосвітня школа I-III ст., вчитель             |